# Суперкубок Монголії з футболу 2017
Суперкубок Монголії з футболу 2017  — 7-й розіграш турніру. Матч відбувся 22 квітня 2018 року між чемпіоном Монголії клубом Ерчім та володар кубка Монголії клубом Улан-Батор Сіті.
| Володар Суперкубка Монголії 2017 |
| -------------------------------- |
|                                  |
| Улан-Батор Сіті Перший титул     |

## Матч

### Деталі
| 22 квітня 2018 8:30 (EEST) |

| Ерчім             | 2:4 | Улан-Батор Сіті                                 |
| ----------------- | --- | ----------------------------------------------- |
| Канеширо С.Дордже |     | Б.Турсбілег 43' Куассі 31', 39' Туменжаргал 35' |

| Футбольний центр МФФ, Улан-Батор |